# Нидербухситен
Нидербухситен (нем. Niederbuchsiten) — коммуна в Швейцарии, в кантоне Золотурн.
Входит в состав округа Гой. Население составляет 970 человек (на 31 декабря 2007 года). Официальный код — 2405.